# Ahmose I
Ahmose I (ook wel Amosis I, "Amenes" en "Aahmes"; "uit Iah geboren") was een farao van het oude Egypte en de stichter van de achttiende dynastie. Hij was lid van het Thebaanse koningshuis, de zoon van farao Tao II Seqenenre en een nauwe verwant van de laatste farao van de zeventiende dynastie, Kamose. Volgens Manetho regeerde hij vijfentwintig jaar. Hij was eerst koning van Thebe van 1550/1549 tot 1540 v.Chr., vervolgens van heel Egypte tot 1525/1524 v.Chr.
Tijdens het bewind van zijn vader of grootvader kwam Thebe in opstand tegen de Hyksos, de heersers van Neder-Egypte. Toen hij zeven jaar oud was, sneuvelde zijn vader in deze strijd, en hij was nog geen tien jaar toen Kamose na een regeerperiode van slechts drie jaar aan onbekende oorzaken overleed. Ahmose I besteeg vervolgens de troon en nam als praenomen of kroningsnaam Neb-Pehty-Re ("De heer van kracht is Re").
Tijdens zijn bewind voltooide hij de verovering en verdrijving van de Hyksos uit het deltagebied, herstelde hij de Thebaanse heerschappij over heel Egypte, en herbevestigde hij met succes de Egyptische macht in de voormalige onderworpen gebieden Neder-Nubië en Kanaän. Hij reorganiseerde de administratie van het land, heropende steengroeven, mijnen en handelsroutes en begon enorme bouwwerken van een type ongezien sinds de tijd van het Middenrijk. Dit bouwprogramma culmineerde in de bouw van de laatste door inheemse Egyptische heersers gebouwde piramide. Ahmoses heerschappij legde de fundamenten voor het Nieuwe Rijk, waaronder de Egyptische macht een hoogtepunt bereikte.

## Familie
Ahmose was een lid van de Thebaanse zeventiende dynastie. Zijn grootvader en grootmoeder, Ta'a I Senachtenre en Tetisheri, hadden minstens twaalf kinderen, waaronder Ta'a II Seqenenre en Ahhotep. Broer en zus trouwden, volgens de traditie van de Egyptische koninginnen, met elkaar. Hun kinderen waren een jong gestorven zoon genaamd Ahmose, Ahmose I, verschillende dochters, en misschien ook Kamose. Ahmose volgde in de traditie van zijn vader en trouwde met een aantal van zijn zusters, waaronder Ahmose-Nefertari, zijn grote koninklijke vrouw, die de eerste koningin was die de priesterfunctie van "godsvrouw van Amon" aannam. Ze hadden meerdere kinderen, waaronder de dochters Ahmose-Meritamon B, Ahmose-Sitamun A en zonen Siamon A, Ahmose-Ankh, Amenhotep I en Ramose A (de "A"- en "B"-aanduidingen achter de namen zijn een door Egyptologen gebruikte conventie om een onderscheid te maken tussen de koninklijke kinderen en echtgenotes, die anders dezelfde naam zouden hebben). Zij waren mogelijk ook de ouders van Moetneferet, die de tweede vrouw van Thoetmosis I zou worden. Ahmose-Ankh was Ahmoses erfgenaam, maar hij ging ergens tussen het 17de en 22ste regeringsjaar van Ahmose zijn vader voor in de dood. Amenhotep I volgde hem op, mogelijk na een korte periode van gedeeld koningschap.
Er was geen duidelijke breuklijn binnen de koninklijke familie tussen de 17e en 18e dynastie. Ramses II liet in zijn dodentempel de grote stichters van het Egyptische Rijk afbeelden: Menes als stichter van het Oude Rijk, Mentoehotep II als stichter van het Middenrijk en Ahmose I als stichter van het Nieuwe Rijk. Ook historicus Manetho schreef later, tijdens de Ptolemaeïsche dynastie, dat de uiteindelijke verdrijving van de Hyksos na bijna een eeuw en het herstel van de inheemse Egyptische heerschappij over het hele land reden genoeg waren om van de start van een nieuwe dynastie te kunnen spreken.

## Regering

### Context
Het conflict tussen de lokale koningen van Thebe en de Hyksoskoning Apepi I Awoserre begon onder het bewind van Ta'a II Seqenenre en zou, na bijna 30 jaar van onregelmatige periodes van conflict en oorlog, onder het bewind van Ahmose I worden beëindigd. Ta'a II sneuvelde wellicht in de strijd tegen de Hyksos, iets waar zijn danig toegetakelde mummie op lijkt te wijzen. Van zijn opvolger Kamose is bekend dat hij de landen rond de Hyksoshoofdstad, Avaris (het huidige Tell el-Dab'a), met aan- en overvallen bestookte. Kamose kende klaarblijkelijk slechts een korte heerschappij, daar zijn hoogste (ons bekende) regeringsjaar zijn derde is en werd opgevolgd door Ahmose I. Apepi is mogelijk rond dezelfde periode gestorven. Er is onenigheid over de vraag of twee namen voor Apepi die in de historische bronnen voorkomen de namen van twee verschillende vorsten of meerdere namen voor één en dezelfde koning zijn. Indien het inderdaad om verschillende koningen gaat, dan wordt Apepi I Awoserre gedacht rond dezelfde tijd als Kamose te zijn gestorven en werd deze opgevolgd door Apepi II Aqenienre.
Ahmose besteeg de troon toen hij nog een kind was, waardoor zijn moeder, Ahhotep, als regentes optrad tot hij meerderjarig was. Als we mogen afgaan op een aantal beschrijvingen van haar koninklijke rol, toen ze aan de macht was, inclusief de algemene eretitel "die zorgt draagt voor Egypte", heeft ze de Thebaanse machtsbasis in de jaren voorafgaand aan Ahmoses volledige machtsovername effectief geconsolideerd. Indien Apepi Aqenienre inderdaad een opvolger van Apepi Awoserre was, dan wordt ervan uitgegaan dat hij was ingesloten in de Nijldelta gedurende Ahhoteps regentschap, omdat zijn naam op geen enkel van de monumenten of objecten ten zuiden van Bubastis voorkomt.

### Strijd tegen de Hyksos en herovering van de Nijldelta

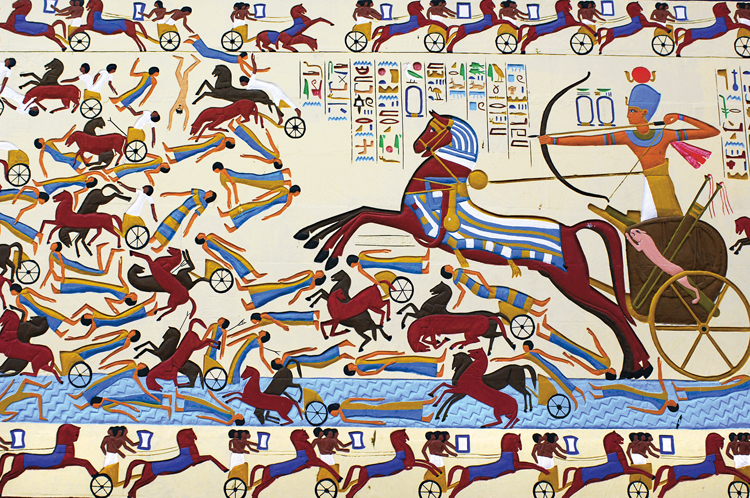
Tekening van een bas-reliëf van Ahmose I vechtend tegen de Hyksos

Ahmose begon de herovering van het door de Hyksos bezette Neder-Egypte. In het 15de jaar van zijn regering, nam hij Memphis in. Hij bleef optrekken en bereikte het grensgebied van de Nijldelta rond het jaar 11 van de Hyksoskoning Chamoedi, maar de volgorde van de daaropvolgende gebeurtenissen is niet algemeen aanvaard.
Het is zeer moeilijk om een beeld te krijgen van de verovering die voorafging aan de belegering van de Hyksoshoofdstad, Avaris. Bijna alles wat we weten is ons bekend uit de door de soldaat Ahmose, zoon van Abana in zijn graf achtergelaten autobiografie en de achterkant van de Rhind-papyrus, die bestaat uit dagboekaantekeningen, waarvan er een zegt:

Regeringsjaar 11, de tweede maand van shomu - Heliopolis werd genomen; eerste maand van akhet, dag 23, deze zuiderse prins brak binnen in Tjaru (huidige Tell el-Habua).

Terwijl men voorheen aannam dat het regeringsjaar moest verwijzen naar dat van Ahmose, is men nu van mening dat het verwijst naar het 11de regeringsjaar van Chamoedi, de toenmalige Hyksoskoning en tegenstander van Ahmose. De Rhind-papyrus verwijst naar Ahmose met de inferieure titel "zuiderse prins" of "prins van het zuiden" in plaats van die van koning of farao, zoals een Thebaanse aanhanger van Ahmose zonder twijfel zou hebben gedaan. Anthony Spalinger wijst er in een bespreking van een werk van Kim Ryholt op dat de indirecte verwijzing naar Ahmose als "hij-van-het-zuiden" (Ryholts vertaling) erop wijst dat de schrijver een aanhanger van de Hyksoskoning was en dat het dus niet meer dan logisch is, dat de regeringsjaren verwijzen naar de regering van Chamoedi en niet die van Ahmose.

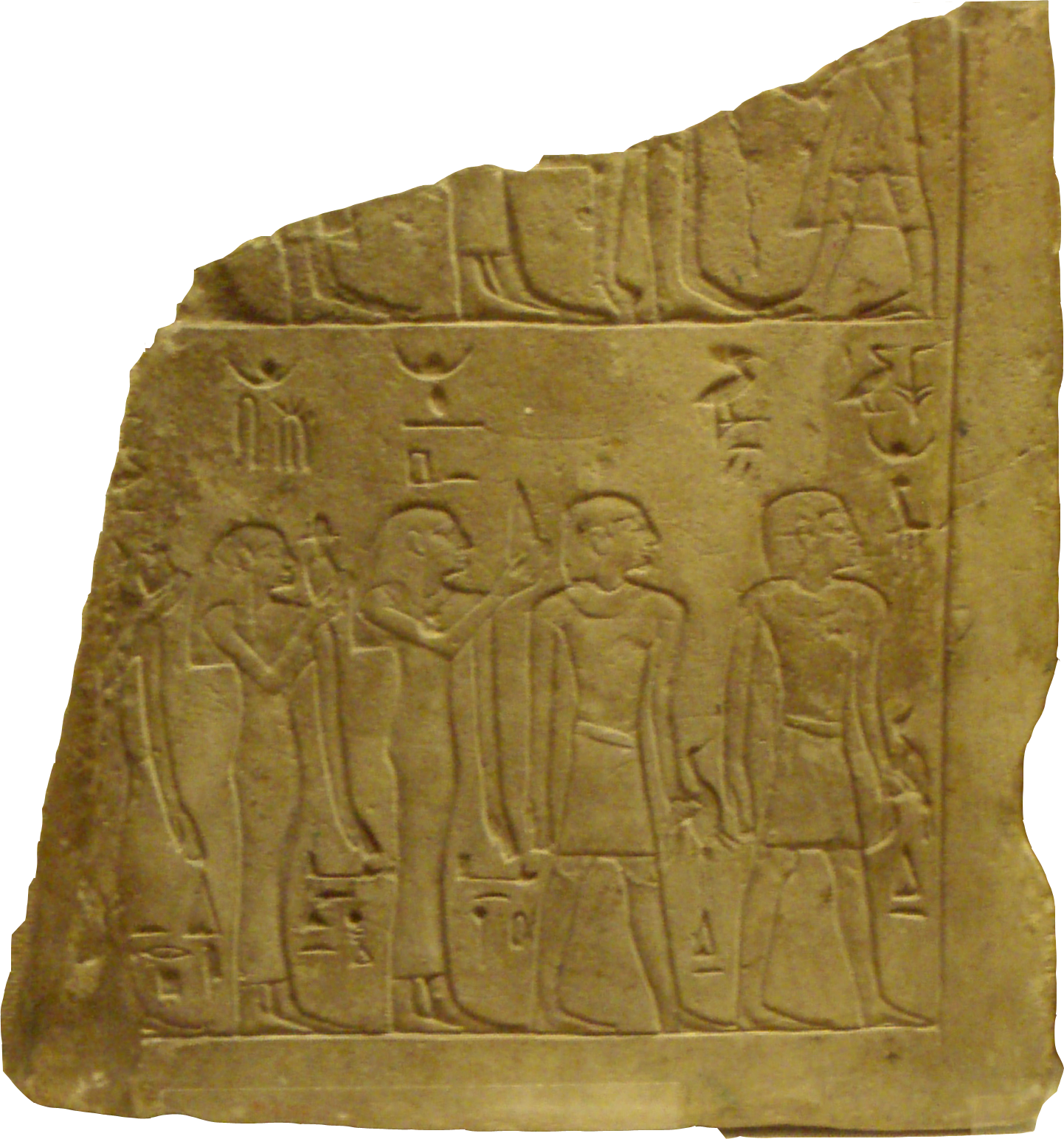
Deel van stele met drie personen, Djehuti, Ahhotep en Ahmes, die Ahmose volgen, toen nog "zoon van de koning"
The MET

De Rhind-papyrus geeft ons ook een beeld van de militaire strategie van Ahmose tijdens zijn herovering van de Nijldelta. Nadat hij in juli Heliopolis was binnengetrokken, zakte hij langs de oostelijke Nijldelta af om Tjaru in te nemen, de voornaamste grensversterking op de Horusweg, via de weg van Egypte naar Kanaän, waarbij hij Avaris volledig links liet liggen. In oktober werd Tjaru ingenomen, waarmee alle verkeer tussen Kanaän en Avaris werd afgesneden. Dit lijkt erop te wijzen dat hij van plan was om een blokkade te leggen rond Avaris, waarbij de Hyksoshoofdstad niet kon rekenen op de hulp of bevoorrading uit Kanaän.
Uit de tekst uit het graf van de soldaat Ahmose kan ook het verloop van het laatste deel van de campagne worden gereconstrueerd. Ahmose voerde drie aanvallen uit op Avaris, de hoofdstad van de Hyksos, maar moest tegelijkertijd ook een kleine opstand iets ten zuiden van Egypte zien te onderdrukken. Hierna nam hij, tijdens de vierde aanval op Avaris, de stad in. Hij bekroonde zijn overwinning op de Hyksos met de verovering van hun vesting Sharuhen (het huidige Tell el-Ajjul), nabij Gaza, na drie jaar belegering. Ahmose zou Avaris in zijn 18e of ten laatste in zijn 19e regeringsjaar hebben ingenomen. Dit wordt gesuggereerd door "a graffito in the quarry at Tura whereby 'oxen from Canaan' were used at the opening of the quarry in Ahmose's regnal year 22." Aangezien het vee waarschijnlijk pas na de belegering van Sharuhen, die volgde op de val van Avaris, werd ingevoerd, betekent dit dat de regering van Chamoedi ten laatste in het 18e of 19e regeringsjaar van Ahmose eindigde.

### Buitenlandse campagnes

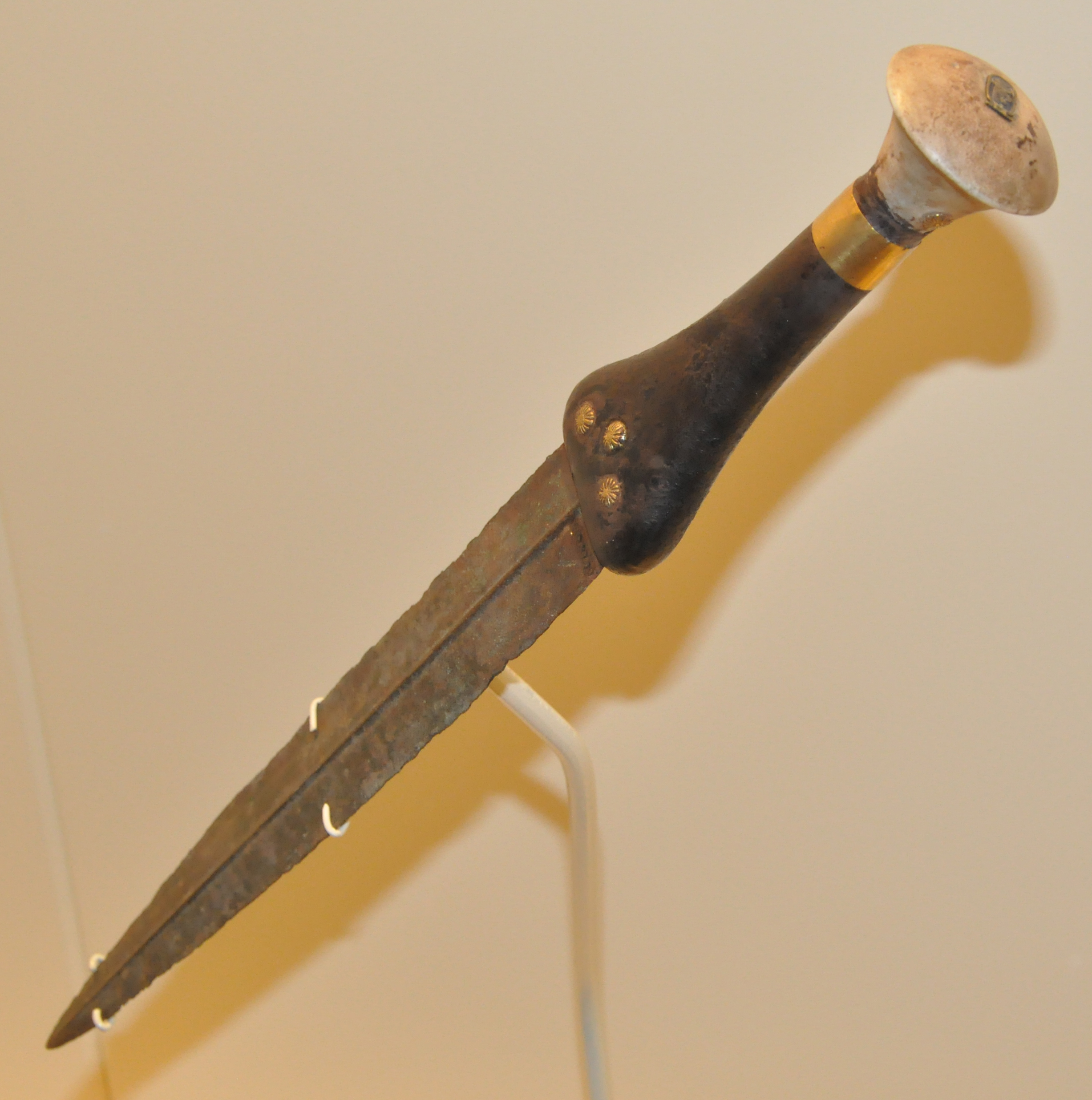
Bronzen dolk met Ahmose's naam
(ca. 1560 v. Chr.), Royal Ontario Museum

Na de overwinning over de Hyksos begon Ahmose een campagne in Syrië en Nubië. Hij voerde oorlog in Nubië, voorbij de 2e cataract, waar hij de Iountyou Sétyou onderwierp. Het land werd onder het gezag van een onderkoning geplaatst, de "vicekoning van Koesj", Djehuti.
Hij bereikte in de loop van zijn 22ste regeringsjaar Djahy in de Levant en wellicht ook de Eufraat, maar over het algemeen wordt Thoetmosis I, een van zijn opvolgers, beschouwd als de eerste die tot aan de Eufraat campagne voerde. Ahmose bereikte echter in ieder geval Kedem, vermoedelijk in de nabijheid van Byblos, volgens een ostrakon uit het graf van zijn vrouw, Ahmose-Nefertari. Details over deze spectaculaire campagne zijn schaars, omdat onze voornaamste bron van informatie, Ahmose, zoon van Abana, die in de Egyptische marine diende, geen deel uitmaakte van deze landexpeditie. Desalniettemin kan uit archeologisch onderzoek in het zuiden van Kanaän worden afgeleid dat Ahmose en zijn directe opvolgers met hun expedities in de late 16e eeuw v.Chr. alleen de bedoeling hadden de macht van de Hyksos te breken door hun steden te vernietigen en niet Kanaän wilden veroveren. Veel plaatsen zijn volledig vernield en werden niet herbouwd tijdens deze periode - iets wat een farao die was gebrand op verovering en tribuut zeer waarschijnlijk zou nalaten te doen.
Ahmoses campagnes in Nubië zijn beter gedocumenteerd. Korte tijd na de eerste campagne kwam een Nubiër genaamd Aata, mogelijk de koning van Kerma, in opstand tegen Ahmose, maar werd door deze verpletterend verslagen. Na deze poging verenigde een anti-Thebaanse Egyptenaar genaamd Tetian een groot aantal rebellen in Nubië, maar ook hij werd verslagen.
Ahmose, zoon van Abana, schrijft in zijn biografie, dat de koning na zijn terugkeer uit Nubië met een opstand moest afrekenen van een "verachtelijke vijand, Tetian was zijn naam. Hij had de oproerkraaiers om zich heen verzameld. Zijne Majesteit doodde hem en het was alsof zijn bende nooit had bestaan".
Ahmose herstelde de Egyptische heerschappij in Nubië, dat vanaf dan werd gecontroleerd vanuit een nieuw opgericht administratief centrum in Buhen. Ahmose lijkt ook verschillende lokale vorsten te hebben beloond, die zijn zaak en die van zijn dynastieke voorgangers hadden gesteund.
Nadat hij uiteindelijk "in beslag (had) genomen de erfenis van degene die hem heeft geschapen" deed hij rijkelijke schenkingen aan de tempel van Amon in Karnak. Daarnaast heeft hij de nomarchen vervangen door vertrouwenspersonen, turkooismijnen en kalksteen- en albastgroeven geopend en de handel met Byblos en de Levant hersteld.

### Opvolging
Ahmose werd opgevolgd door zijn zoon Amenhotep I. Enkele onderzoekers hebben gesuggereerd dat Ahmose een tijdlang (maximaal zes jaar) Amenhotep als co-regent naast zich had. Indien er sprake was van een co-regentschap, kan Amenhotep niet eerder tot koning zijn gekroond dan in het 18e jaar van Ahmose, het vroegst mogelijke jaar waarin Ahmose-Ankh, de troonopvolger, zou zijn gestorven. Er is indirect bewijs voor het bestaan van zo'n co-regentschap, maar definitief bewijs ontbreekt.
Zo zijn er drie kleine voorwerpen met de praenomina van beiden naast elkaar gevonden: een hieronder vermelde glazen kraal, een klein veldspaten amulet en een gebroken stèle, alle geschreven in de gepaste stijl van het begin van de achttiende dynastie. Deze laatste stèle zegt dat Amenhotep "het eeuwige leven (werd) gegeven", een Egyptische idioom, dat aangeeft dat de koning in leven is, maar de naam van Ahmose wordt niet gevolgd door het gebruikelijke epitheton Maa-cheroe ("oprecht van stem") dat wordt aan dode farao's gegeven. Men ontving pas een praenomen, als men de troon besteeg, en in de veronderstelling dat beiden daadwerkelijk op datzelfde moment nog in leven waren, wordt aangegeven dat beiden tezelfdertijd regeerden. Het is echter mogelijk, dat Amenhotep zijn band met zijn reeds overleden, geliefde vader - de hereniger van Egypte - wenste aan te halen.
Amenhotep I lijkt tevens bijna de voorbereiding van een Sed-festival te hebben afgerond, of zelfs al zijn begonnen dit te vieren toen hij overleed. Het bewind van Amenhotep I wordt echter algemeen aangenomen slechts 21 jaar te hebben geduurd en een Sed-festival wordt traditioneel pas tijdens het 30e regeringsjaar gevierd. Indien Amenhotep I een significante co-regentschap met zijn vader had, stellen sommigen geleerden dat hij van plan was om zijn Sed-festival te vieren op de dag dat hij voor het eerst werd gekroond, in plaats van de dag dat hij alleen begon te regeren. Dit zou ons toelaten om de mate van voltooiing van de voorbereidingen voor zijn Sed-festival in Karnak te kunnen verklaren. Er zijn twee contemporaine voorbeelden uit het Nieuwe Rijk van een breuk met deze traditie: met name Hatsjepsoet, die haar Sed-festival in haar 15e jaar vierde en Achnaton, die de zijne vierde in het begin van zijn 4e regeringsjaar.
Daarnaast wordt de vrouw van Ahmose, Ahmose-Nefertari, zowel "Grote koninklijke vrouwe" als "Koninklijke moeder" genoemd op twee stèles die werden opgericht in de kalksteengroeven van Al-Masara tijdens het 22ste jaar van de regering van Ahmose. Om letterlijk "Koninklijke moeder" te zijn, zou Amenhotep in dat jaar reeds al koning moeten zijn geweest. Het is echter mogelijk dat haar zoon Amenemhat een co-regent was van Amenhotep I, maar nog voor Amenhotep stierf.
Vanwege deze onzekerheid, is een co-regentschap op dit moment onmogelijk te bewijzen of te weerleggen. Zowel Redfords als Murnanes werken over dit onderwerp zijn besluiteloos over de zaak met als argument, dat er onvoldoende overtuigend bewijs voor of tegen een co-regentschap is. Zelfs indien dit het geval was, zou dit geen enkel verschil voor de chronologie van deze periode betekenen, omdat in dit geval Amenhotep zijn regeringsjaren zou zijn beginnen te dateren vanaf zijn eerste jaar als een enige soeverein. Voorstanders van een co-regentschap wijzen erop, dat er minstens een opstand tegen Ahmose was, zodat het logisch lijkt, dat hij om diplomatieke twisten te vermijden al voor zijn dood een troonsopvolger zou hebben aangesteld.

## Kunst en bouwwerken
Met de hereniging van Opper- en Neder-Egypte onder Ahmose, vond tevens een vernieuwing van de koninklijke steun aan de kunsten en monumentale bouw plaats. Ahmose zou een tiende van zijn middelen hebben besteed aan de dienst van de traditionele goden, aan het stimuleren van grote monumentale gebouwen en alle kunsten. Toch heeft zijn latere bouwprogramma na de inname van de Nijldelta, daar het verslaan van de Hyksos relatief laat in de regering van Ahmose plaatsvond, niet meer dan zeven jaar geduurd, en een groot deel van wat hij was begonnen werd waarschijnlijk voltooid door zijn zoon en opvolger Amenhotep I.
De gebouwen uit de regering van Ahmose zijn gemaakt uit veel fijnere steen dan die van de tweede tussenperiode. De controle over de Nijldelta en Nubië bood toegang tot materialen die niet beschikbaar waren in Opper-Egypte: het goud en zilver uit Nubië, lapis lazuli uit afgelegen gebieden van Centraal-Azië, het cederhout uit Byblos. De turquoisemijnen van Serabit el-Khadim in de Sinaï werden heropend. Hoewel de exacte aard van de relatie tussen Egypte en Kreta onzeker is, is het in ieder geval zeker, dat Minoïsche schilderijen en fresco's zijn teruggevonden op voorwerpen uit die tijd en Egypte beschouwde de Egeïsche Zee als deel van haar rijk. Ahmosis heropende de kalksteengroeven van Toera voor de bouw van de monumenten van de regering in Memphis en Thebe en maakte volgens een inscriptie in de steengroeve gebruik van het in Fenicië opgeëiste Aziatische vee om de stenen te vervoeren.
De kunst tijdens de regeerperiode van Ahmose is in de Thebaanse stijl van het Middenrijk en de stelae van deze periode zijn van dezelfde kwaliteit. Dit wijst op een conservatieve tendens om de gebruiken van voor de Hyksosoverheersing te doen herleven. Ondanks al deze kunstnijverheid zijn er slechts drie beelden die als Ahmose zijn geïdentificeerd overgeleverd: een oesjabti in het British Museum, vermoedelijk afkomstig uit zijn graf dat tot op heden niet is teruggevonden en twee levensgrote beelden, waarvan een zich in het Metropolitan Museum of Art in New York en een ander zich in het museum van Khartoem bevindt. Alle vertonen een lichte bolling van de ogen, die we ook terugvinden op stelae die de farao voorstellen. In dezelfde stijl is een kleine kalkstenen sfinx, die zich bevindt in het National Museum of Scotland (het vroegere Royal Museum) in Edinburgh, voorlopig geïdentificeerd als een voorstelling van Ahmose.
Men meent dat de glaskunst tijdens de regering van Ahmose op punt werd gesteld. De oudste voorbeelden ervan lijken defecte faiencestukken te zijn geweest, maar het ambacht van glasblazen begon pas bij het begin van de 18e dynastie. Een van de gevonden oudste kralen draagt de namen van Ahmose en Amenhotep I, geschreven in een rond de tijd van zijn regering gedateerde stijl. Als de glaskunst ten vroegste onder de regering van Ahmose werd uitgewerkt en de eerste objecten ten vroegste tijdens de regering van zijn opvolger kunnen worden gedateerd, is het waarschijnlijk dat het een van zijn onderdanen was die de glastechniek ontdekte.
Ahmose hervatte de grote bouwprojecten van voor de tweede tussenperiode. Hij begon in het zuiden van het land voornamelijk uit bakstenen opgetrokken tempels te bouwen, waaronder een in het Nubische dorp Buhen. In Opper-Egypte, breidde hij de tempel van Amon in Karnak en de tempel van Mentoe op Armant uit. Volgens een inscriptie uit Toera, gebruikte hij witte kalksteen om aan de grote Tempel van Ptah te Memphis en de "zuidelijke harem" Amon te bouwen, maar kon dit tweede project niet afmaken. Hij bouwde ook een cenotaaf voor zijn grootmoeder, koningin Tetisheri, te Abydos.
Opgravingen door Manfred Bietak op de site van Avaris hebben aangetoond, dat Ahmose een paleis had gebouwd op de plaats van de vestingwerken van de oude hoofdstad van de Hyksos. Bietak vond ook fragmenten van fresco's in Minoïsche stijl terug die ooit de muren van het paleis sierden. Er is daarop veel gespeculeerd over de rol die de Egeïsche beschaving zou kunnen hebben gespeeld op het vlak van handel en kunst.
Onder de regering van Ahmose werd Thebe de hoofdstad van heel Egypte, zoals ze dat was geweest aan het begin van het Middenrijk. Deze stad zag de administratie van het land en talrijke functionarissen zich binnen haar muren vestigen, de vraag naar schrijvers nam toe terwijl de koninklijke archieven zich begonnen te vullen met rekeningen en rapporten. De keuze voor Thebe was waarschijnlijk strategisch, want deze stad was gelegen in het centrum van het land, halverwege tussen de Hyksos in het noorden en de Nubiërs in het zuiden: elk verzetshaard die uitbrak aan de grenzen van de Thebaanse rijk kon zo makkelijk in de kiem worden gesmoord.
De belangrijkste verandering was ongetwijfeld van religieuze aard: Thebe was nu zowel het religieuze als politieke centrum van het land geworden, waardoor aan haar god Amon de goddelijke bescherming die ervoor had gezorgd dat Ahmose de Hyksos had kunnen overwinnen werd toegeschreven. Het belang van het tempelcomplex van Karnak nam steeds meer toe, terwijl dat van Ra in Heliopolis steeds meer in belang afnam.
Er werden meerdere stèles teruggevonden in Karnak die uitvoerig het door Ahmose uitgevoerde werk beschrijven, waarvan twee hem afschilderen als een weldoener voor de tempel. Een van deze stèles, bekend als de "stèle van de storm", stelt dat hij de piramides van zijn voorgangers in Thebe zou hebben herbouwd, die door een hevige storm waren verwoest.

## Graf
| 1 Piramide 2 Eigenlijke basis 3 Bouwplatform 4 Piramidetempel | 5 Tempel A 6 Tempel B 7 Tempel C |

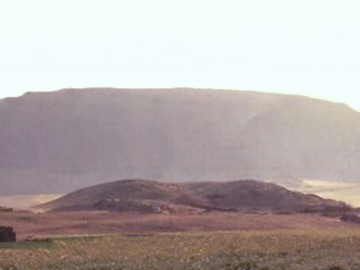
Piramide van Ahmose te Abydos

Schema van boven van de piramide van Ahmose

Ahmose bleef nog lang na zijn dood het onderwerp van verering van een fervente cultus. Hoewel de mummie van de farao werd teruggevonden bij Deir el-Bahri, was het in zijn cenotaaf te Abydos (de stad van Osiris) dat zijn aanbidders zijn funeraire cultus onderhielden. De overblijfselen van een in Abydos ontdekte dodentempel en piramide werden in 1902 als de zijne geïdentificeerd, in het bijzonder omwille van de ontdekking op diezelfde plaats van een dolk met daarop de naam van de koning (die zich in het Royal Ontario Museum in Canada bevindt, zie afbeelding).

### Piramide
De overblijfselen van zijn piramide in Abydos werden in 1899 ontdekt en in 1902 geïdentificeerd. Deze piramide en haar structuren waren in 1993 onderwerp van een opgraving en onderzoek door de Pennsylvania-Yale-New York University Expedition onder leiding van Stephen P. Harvey. Het merendeel van de stenen bekleding van de buitenkant was door de eeuwen heen gestolen en de puinheuvel waarop deze was gebouwd is hierdoor ingestort. Er werden echter twee intacte lagen van ingesloten stenen teruggevonden door Arthur Mace, waaruit, gebaseerd op de analyse van de buitenste kalksteen, bleek, dat de piramide een steile helling van zestig graden had (ter vergelijking: de piramide van Cheops had een helling van 51 graden). Hoewel het interieur van de piramide niet meer is onderzocht sinds 1902, hebben graafwerkzaamheden in 2006 een deel van een enorme, tegen haar façade gebouwde, bakstenen helling blootgelegd. Aan de voet van de piramide lag een complex van stenen tempels omringd door een bakstenen muur. Harvey's onderzoek heeft drie structuren blootgelegd naast de door Arthur Mace ontdekte "piramidetempel van Ahmose". Deze structuur, het dichtst bij de basis van de piramide gelegen, werd waarschijnlijk gezien als zijn belangrijkste plaats van aanbidding. Onder de sinds 1993 ontdekte duizenden gebeeldhouwde en geschilderde fragmenten, zijn er verschillende die aspecten van een complex verhaal over een strijd tegen een Aziatische vijand beschrijven. Naar alle waarschijnlijkheid zijn deze reliëfs met boogschutters, schepen, Aziatische mensen en de eerste bekende afbeelding van het paard in Egypte, de enige voorstelling van de gevechten van de Ahmose tegen de Hyksos (zie afbeelding).
Aan de oostkant van de piramide, heeft Harvey twee tempels geïdentificeerd als gebouwd door de vrouw van Ahmose, koningin Ahmose-Nefertari. Een van deze structuren heeft een stenen stempel met de naam van de chef-penningmeester Neferperet, de verantwoordelijke ambtenaar voor de heropening van de steengroeven van Toera in het 22e regeringsjaar van Ahmose. De derde - en grootste - tempel (tempel C) is vergelijkbaar met de piramidetempel in vorm en grootte, maar de gemarkeerde stenen en de details van de decoratie suggereren dat het een plaats van aanbidding voor de koningin Ahmose-Nefertari was.
| 1 Processieweg 2 Piramidetempel 3 Piramide van Ahmose 4 Piramide van Tetisheri 5 Osirisgraf 6 Terrastempel |

Schema van het complex van de piramide van Ahmose

De as van het piramidecomplex kan worden geassocieerd met een reeks van gebouwen gelegen over een afstand van een kilometer woestijn. Langs deze as zijn een aantal belangrijke structuren geplaatst:
- Een grote piramide opgedragen aan Ahmose's grootmoeder Tetisheri die een stèle bevatte van Ahmose die haar offerandes aanbiedt (zie de afbeelding links);
- Een ondergronds, uit de steen uitgehouwen complex, dat moest dienen als een symbolische voorstelling van het ondergrondse koninkrijk van Osiris, of als een koninklijk graf;[68]
- Een tegen de rotsen gebouwde, terrasvormige tempel, met massieve stenen en bakstenen terrassen. Deze elementen weerspiegelen een plan dat lijkt op de cenotaaf van Senoeseret III en de constructie bevat elementen die de stijl van een piramidecomplex uit zowel het Oude als het Middenrijk lijkt te combineren.[68]

Er is enige discussie over de vraag of deze piramide als graf van Ahmose was bedoeld of als cenotaaf. Hoewel de eerste onderzoekers van de piramide Mace en Currelly er niet in slaagden de inwendige kamers te vinden, is het onwaarschijnlijk dat een grafkamer zou worden teruggevonden in de puinbasis van de piramide. Daar enige vermelding van een graftombe van koning Ahmose in de lijst van geroofde graven op de Abbott-papyrus, en bij gebrek aan andere mogelijke kandidaten voor het graf van de koning te Thebe, is het mogelijk dat hij werd begraven te Abydos, zoals door Harvey is gesuggereerd. Inderdaad, het grote aantal structuren van aanbidding aan de voet van de piramide die werden ontdekt tijdens de recentste opgravingen, en de aanwezigheid van een begraafplaats die werd gebruikt door de priesters van de cultus van Ahmose aan de basis van de piramide, pleiten in het voordeel van het belang van de koningscultus te Abydos. Sommige Egyptologen geloven echter dat deze piramide (net zoals die van Tetisheri) was gebouwd als cenotaaf en dat Ahmose eerst was begraven in het zuidelijke deel van Dra Abu el-Naga, samen met de overige leden van de 17e en 18e dynastie.
Deze piramide is de laatste piramide ooit gebouwd als onderdeel van een koninklijk piramidecomplex in Egypte. De piramidevorm zal om zowel praktische als religieuze redenen door de farao's van het Nieuwe Rijk worden verlaten. Want waar de plateaus van Gizeh, Aboesir, Saqqara of Dasjoer veel ruimte boden om de piramiden te bouwen, was dit niet het geval voor Thebe waar men werd beperkt door daar aanwezige kliffen en alle graven die werden opgericht in de omliggende vlakte kwetsbaar zouden zijn voor overstromingen. De piramidevorm werd bovendien geassocieerd met de zonnegod Ra, die intussen door Amon in belang werd overschaduwd. Een van de betekenissen van de naam van Amon is daarenboven "de verborgene", wat betekent dat het nu theologisch toelaatbaar was om het graf van de farao te verbergen en de dodentempel volledig te scheiden van de plaats van de echte graftombe. Dit leverde ook het voordeel op dat men de begraafplaats van de farao kon verbergen voor grafrovers. Al de na Ahmose komende farao's van het Nieuwe Rijk werden dan ook begraven in rotsgraven in de Vallei der Koningen.

### Mummie

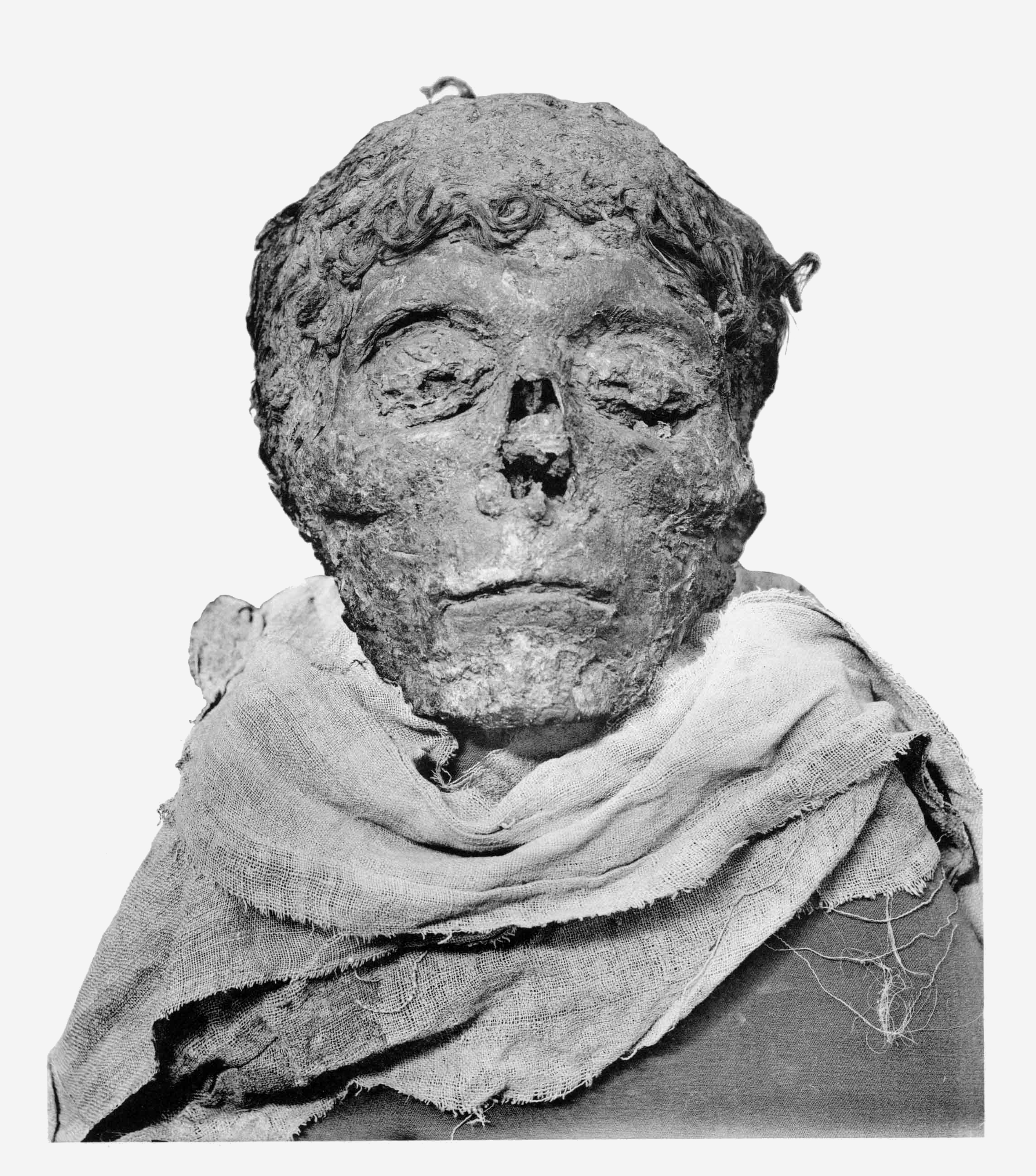
Hoofd van de mummie van farao Ahmose I
(1912), G. Elliot Smith

De mummie van Ahmose I werd in 1881 teruggevonden in de "koninklijke schuilplaats" van Deir el-Bahri (DB320), gelegen in de heuvels boven de dodentempel van Hatsjepsoet. Hij werd begraven met de mummies van andere farao's van de 17e, 18e en 21e dynastie, met name Amenhotep I, Thoetmosis I, Thoetmosis II, Thoetmosis III, Ramses I, Seti I, Ramses II, Ramses IX, Pinedjem I en Pinedjem II.
De mummie van Ahmose werd op 9 juni 1886 door Gaston Maspero onderzocht. Deze werd teruggevonden in een lijkkist die zijn naam in hiërogliefen droeg, diezelfde naam vond men ook terug op zijn wikkels in hiëratisch schrift. Hoewel zijn cederhouten lijkkist dateert uit de periode van de 18e dynastie, is het noch van koninklijke kwaliteit noch zelfs opmerkelijk en alle ornamenten die het mogelijk bezat zijn reeds verdwenen in de oudheid.

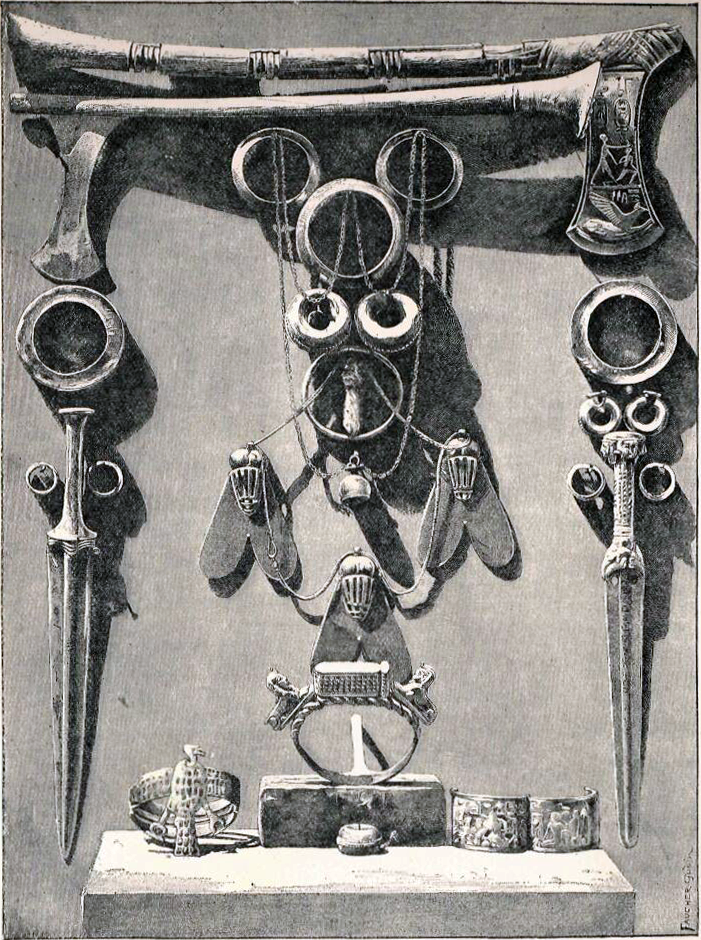
Ceremonieel wapentuig en juwelen van Ahhotep I Met o.a. een bijl met Ahmose I die een Hyksos strijder neerslaat, en gouden vliegen van eer aan de koningin toegekend wegens haar rol bij het verslaan van de Hyksos
(ca. 1901), tekening van Gaston Maspero, Luxor Museum, vindplaats graftombe van Ahhotep I

Ahmose liet echter een groot aantal "getuigenissen" van zich na in de graftombes van zijn ouders, zodat we ons wel een beeld kunnen vormen van de pracht en praal waarmee hij was begraven. Men vermeldt in het bijzonder de elementen van een massief gouden armband bestaande uit een cartouche geflankeerd door miniaturen van twee liggende leeuwen die de mummie van zijn broer en voorganger Kamose sierde (zie afbeelding). Het is een teken des tijds dat er ook wapens en sieraden met zijn naam werden gevonden in het graf van zijn moeder Ahhotep bij Dra Abu el-Naga (zie afbeelding).
Hij was blijkbaar verplaatst vanaf zijn oorspronkelijke begraafplaats, die waarschijnlijk was ontwijd. Hij werd opnieuw omzwachteld door de priesters en in de cache van Deir el-Bahri bijgezet ten tijde van de regering van priester-koning Pinedjem II van de 21e dynastie, wiens naam is aangebracht op de windels van de mummie van Ahmose. Rond zijn nek was een krans van ridderspoorbloemen aangebracht. Het lichaam vertoonde tekenen van een grafroof uit de oudheid, daar het hoofd was losgemaakt van zijn lichaam en zijn neus was gebroken.
Het lichaam was 1,63 m lang. De mummie heeft een klein gelaat zonder onderscheidende trekken, maar hij heeft lichtjes vooruitstekende voortanden. Dit is een erfelijke eigenschap van de familie, want het wordt ook aantroffen bij sommige vrouwelijke mummies uit dezelfde familie, alsook bij de mummie van een van zijn nakomelingen, Thoetmosis II.
Een korte beschrijving van de mummie door Gaston Maspero werpt meer licht op de familiegelijkenissen:

...; hij had een gemiddelde lengte, daar zijn lichaam toen het werd gemummificeerd slechts 5 voet en 6 inches [1,68 m] mat in de lengte, maar de ontwikkeling van de nek en borstkas wijst op een buitengewone (lichamelijke) kracht. Het hoofd is klein in verhouding met de borstkas, het voorhoofd laag en smal, geprononceerde jukbeenderen en het haar is dik en golvend. Het gezicht gelijkt precies op dat van Tiûâcrai (Tao II Seqenenre) en de gelijkenis alleen zou de verwantschap aantonen, zelfs als we onwetend zouden zijn van de nauwe relatie die deze twee farao's verbond.

Bij de eerste bestudering van de mummie werd gedacht dat het om een man van ongeveer 40 jaar oud ging, maar latere onderzoeken hebben aangetoond dat het meer waarschijnlijk is dat hij ongeveer 35 jaar zou zijn geweest toen hij overleed. De identiteit van deze mummie (Cairo Museum Catalog nr. 61057) werd in 1980 weer ter discussie gesteld door de resultaten gepubliceerd door James Harris, hoogleraar orthodontie, en egyptoloog Edward Wente. Harris had toestemming gekregen om met röntgenstralen alle mummies in het Egyptisch Museum in Caïro die tot de koninklijke familie gerekend werden, te analyseren. Hoewel onze bronnen erop lijken te wijzen dat Ahmose de zoon of misschien de kleinzoon van Seqenenre Ta'a II was, is de craniofaciale morfologie (dit is het gelaat) van de aan respectievelijk Ahmose en Seqenenre Ta'a II toegeschreven mummies evenwel zeer verschillend. De aan Ahmose toegeschreven mummie verschilt ook met die van de vrouwelijke mummie die werd geïdentificeerd als Ahmose-Nefertari, die mogelijk zijn zus was. Op basis van deze inconsistenties en het feit dat bij deze mummie niet de armen kruislings over zijn borst waren gevouwen, zoals in die tijd gebruikelijk was voor de mummies van mannen uit de koninklijke familie, kwamen Harris en Wente tot de conclusie dat het waarschijnlijk niet om een koninklijke mummie ging, waardoor de identificatie van de mummie van Ahmose voorlopig onzeker blijft.
De mummie wordt nu bewaard en tentoongesteld in het Luxor Museum, naast de mummie die wordt verondersteld die van Ramses I te zijn, als onderdeel van een permanente tentoonstelling genaamd "de gouden eeuw van het Egyptische leger".